# 254e régiment d'infanterie

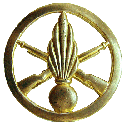
insigne de béret d'infanterie

Le 254e régiment d'infanterie (254e RI) est un régiment d'infanterie de l'Armée de terre française constitué en 1914 avec les bataillons de réserve du 54e régiment d'infanterie.
A la mobilisation, chaque régiment d'active créé un régiment de réserve dont le numéro est le sien plus 200.

## Création et différentes dénominations
- Août 1914 : 254e Régiment d'Infanterie
- Juin 1916 : Dissolution

## Historique des garnisons, combats et batailles du254eRI

### Première Guerre mondiale

#### Affectation
- 69e Division de Réserve d'août 1914 à juin 1916
- 138e brigade d'infanterie

#### 1916
- Verdun :Le Mort-Homme, ravin de Chattancourt, Tranchée en Y, Cumières (en mai). Très grosses pertes à Cumières (village détruit) causées par des bombardements lourds et continus.

## Drapeau du régiment
Il porte, cousues en lettres d'or dans ses plis, les inscriptions suivantes :
- L'Aisne 1914-1915
- Verdun 1916

|
Décorations décernées au régiment

## Sources et bibliographie
- Historique du 254e régiment d'infanterie, Paris, L. Fournier, 29 p., lire en ligne sur Gallica.